# Piazza della Rotonda

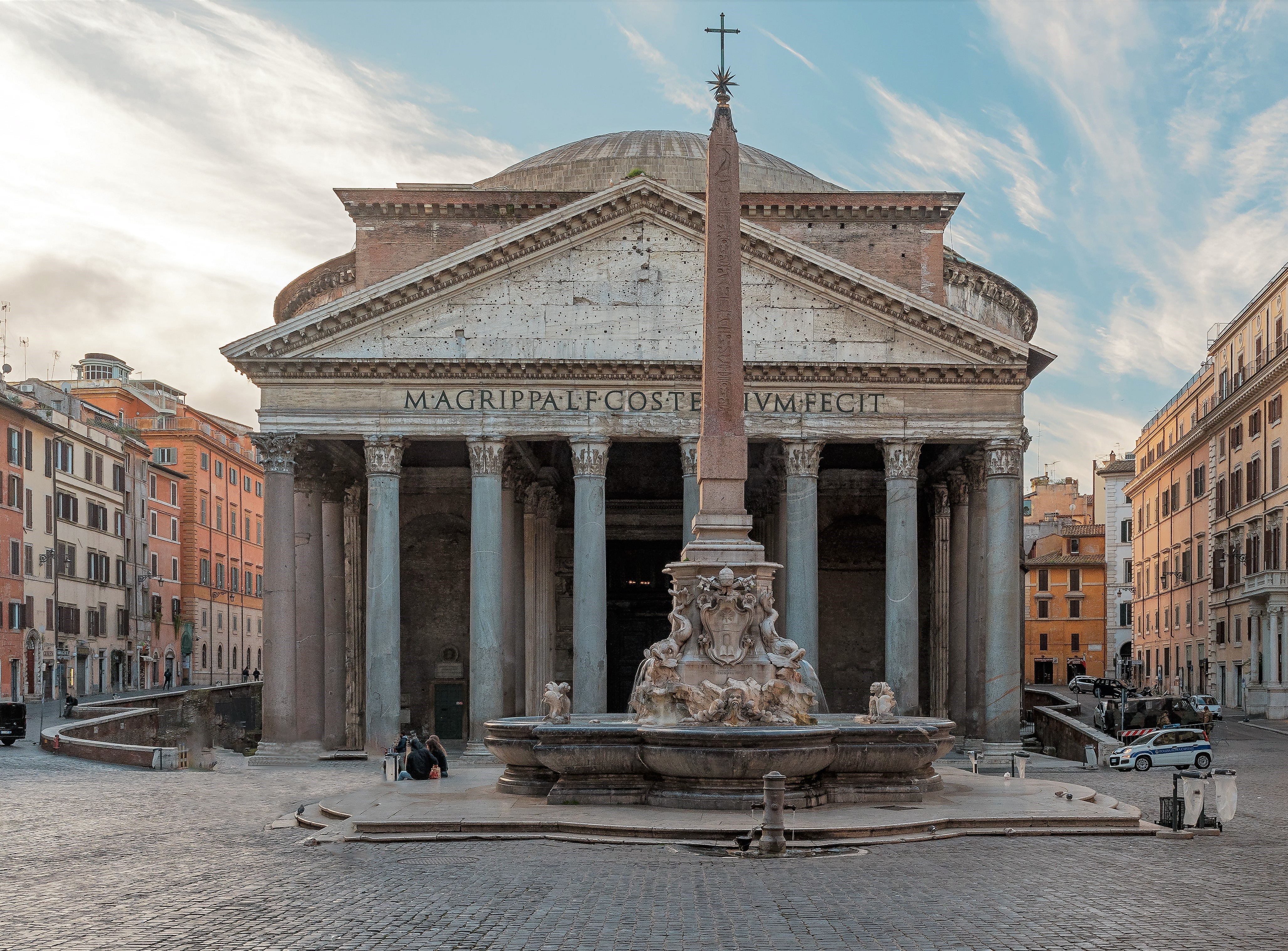
Piazza della Rotonda te Rome met fontein, obelisk en Pantheon

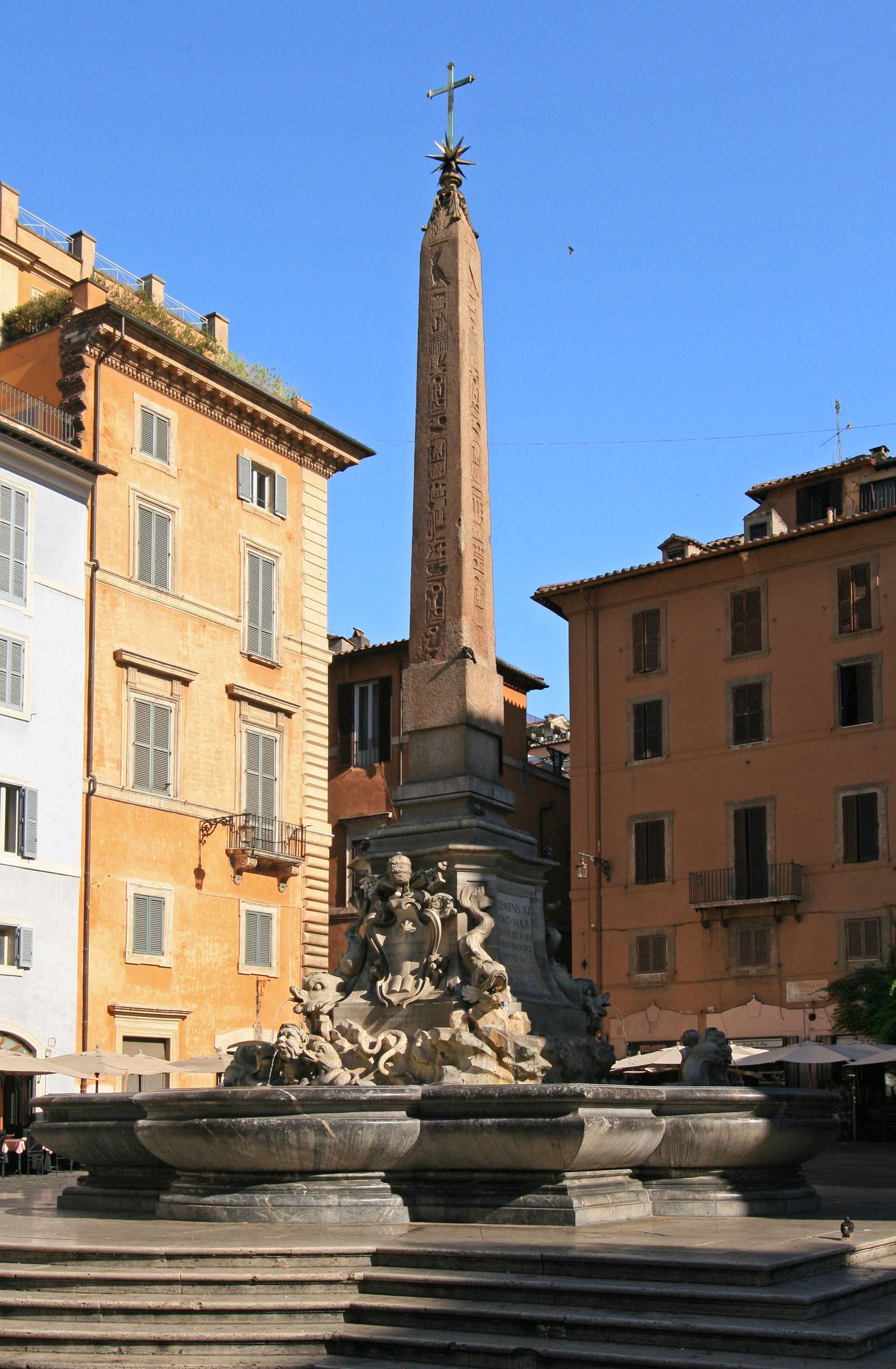
De Macuteo obelisk

De Piazza della Rotonda is een plein in de Italiaanse hoofdstad Rome. Aan de zuidelijke kant van het plein is het Pantheon gelegen.
Het Pantheon zelf is een gebouw uit de klassieke oudheid, in 609 door paus Bonifatius IV omgevormd tot een christelijk kerkgebouw ter aanbidding van de Heilige Maria en de Martelaren, Santa Maria ad Martyres, informeel Santa Maria Rotonda genoemd, vandaar ook de naam van het plein. De ruimte voor het Pantheon was evenwel tot in de late middeleeuwen ingenomen door steegjes en kleine winkeltjes. Het was op bevel van paus Eugenius IV dat de plek in de jaren dertig van de vijftiende eeuw werd vrijgemaakt en het plein aangelegd en betegeld. Het werd ruwweg een rechthoekig plein, met een lengte van 60 meter in de noord-zuid-as en een breedte van 40 meter in de oost-west-as. Centraal op het plein werd in 1575 op last van paus Gregorius XIII en naar een ontwerp van Giacomo della Porta een marmeren fontein geplaatst door Leonardo Sormani. De Fontana del Pantheon wordt gevoed door de watertoevoer langs de herstelde Aqua Virgo. In 1711 werd hier op vraag van paus Clemens XI een rode marmeren Egyptische obelisk van Ramses II door Filippo Barigioni aan toegevoegd. De Macuteo obelisk was gerecupereerd van de voormalige Tempel van Isis en Serapis en in 1655 opgegraven in de tuin van de Santa Maria sopra Minerva. De obelisk werd geplaatst op een sokkel gedecoreerd met vier marmeren dolfijnen. In 1886 werden de originele figuren verwijderd en vervangen door kopieën van Luigi Amici. De originelen staan thans in het gemeentelijke Museo di Roma in het Palazzo Braschi aan de Piazza San Pantaleo in Rome. 
Piazza della Rotonda wordt verder gekarakteriseerd door de façades van omliggende 18e-eeuwse paleizen.
| Plan van het centrale Marsveld |
| --- |
| Thermen van Nero Stadion van Domitianus Pantheon Basilica van Neptunus Thermen van Agrippa Stagnum? Odeum van Domitianus Insulae uit de Hadriaanse tijd Magazijnen ? Magazijnen ? Magazijnen ? Saepta Iulia Diribitorium Porticus Divorum Aqua Virgo Boog van Claudius Porticus Vipsania Kazerne van de Ie cohorte van de Vigiles Iseum Tempel van Minerva Chalcidica Altaar van Mars Via Flaminia Via Flaminia Tempel van Hadrianus Tempel van Matidia Theater van Pompeius Tempels van de Largo Argentina Porticus van Minucius Zuil van Marcus Aurelius T. van M. Aurelius en Faustina (?) Boog van M. Aurelius (?) Zuil van Antoninus Pius Ustrinum van Faustina de Oudere Ustrinum van Faustina de Jongere Via Recta Porticus en tempel van Bonus Eventus Porticus van Pompeius Arcus Novus Porticus van Meleager Porticus van de Argonauten Piazza della Rotonda Villa Publica |